# りゅうこつ座イプシロン星
りゅうこつ座ε星（りゅうこつざイプシロンせい）は、りゅうこつ座の恒星で2等星。ニセ十字を形成する恒星の1つでもある。りゅうこつ座の中央に位置する。

## 特徴
橙色の主星と青白色の伴星からなる分光連星である。2つの星を合わせた光度は、太陽の6000倍にも及ぶ。

## 名称
ヨーロッパやアラビアから見えないほど南の空に位置していたため、伝統的な名称は存在しない。
船舶や航空機の天測航法でよく用いられる57の恒星のうち、この恒星とくじゃく座α星の2個のみが固有名を持っていなかったため、1930年代にイギリス空軍機用の天測暦を作成するにあたってアヴィオール (Avior) という固有名が与えられた。この言葉が示す意味は不明だが、研究者のパウル・クーニッチは「いるか座β星やほ座γ星のように、誰か Roiva という人物の名前を逆に綴ったものではないか」としている。
2016年7月20日、国際天文学連合の恒星の命名に関するワーキンググループ (Working Group on Star Names, WGSN) は、りゅうこつ座ε星の固有名として Avior を正式に承認した。